# Учитељско питање с почетка 20. века
Учитељско питање с почетка 20. века, настало на простору Старе Србије, обухватало је проблеме који су се односили на учитељске размештаје и постављења, напредовања у служби и награђивања. Ово питање настало је као последица сукоба митрополита Нићифора и српских учитеља из Старе Србије. Започети с краја 19. века, сукоби између српских учитеља и рашко-призренског митрополита Нићифора Перића постали су све учестлији с почетка 20. века. Сукоби су била изазвани све чешћим кажњавањем и беспотребним премештајима, свих учитеља, који су након уласка у сукоб са митрополитом кажњавани премештајем. Тако је, на пример, учитељ Милан Илић за 13 година службовања премештен 21 пут.
Овакви поступци митрополита Нићифора изазвали су све веће незадовољство међу учитељима, и достигли кулминацију 15. новембра 1902. године, када су учитељи своје незадовољство исказали у Призрену, на одржаном збору, на коме су донели резолуцију о заштити својих права. Након што су учитељи после вишемесечних сукоба, и низа безуспешних појединачних покушаја, схватили да се само заједничким радом и слогом може створити погодно тло за успешан национално-пропагандни рад на простору Старе Србије они су смирили страсти и нашли заједнички језика са министарством просвете и митрополитом Нићифорем.
Сви актери учитељског питања, коначно су схватили да би свако друго решење, (које је по мишљењу учитеља, све више било угрожено и асимилаторским и злочиначким намерама арбанаса тих година), могло само да донесе погубне резултате по њих и просветни систем и српско становништво на простору Старе Србије, сви сукоби и неслагања су обустављени у лето 1904. године.

## Општа историја и школство Старе Србије
Стара Србија је географски термин, настао у Кнежевини Србији у 19. веку, за области које су чиниле језгро средњовековне Србије. Овај појам обухвата Рашку (Санџак), Косово, Метохију и Вардарску Македонију. Касније, током 19. века, Стара Србија се као термин учврстила као ознака за земљу етничког језгра и центра српске средњовековне државе. Територијално се поклапала са територијом Краљевине Србије уз територије на југу, које су у саставу Србије биле у време владавине краља Милутина. Дакле области Старе Рашке, Косова, Метохије, слив Биначке Мораве и северно Повардарје са Скопљем до градова Охрида, Прилепа и Штипа на југу. У 19. веку та територија се налазила под турском влашћу омеђена на северу и западу границама слободних српских држава Србије и Црне Горе, а на југу и југоистоку границама српске Пећке архиепископије (пре 1346. године), односно јужним међама турског Скопског санџака (касније Косовског вилајета са седиштем у Приштини, односно у Скопљу).
Српска територијална потраживања од Турске током Српско-турских ратова (1876—1878) обухватала су Стару Србију, односнио Косовски вилајет који се унеколико са њом поклапао. У периоду од 1885. до 1912. територија Старе Србије је добила коначни облик у смерницама српске спољне политике и обухватала је територију Косовског вилајета и северозападног дела Битољског вилајета. (Реканска каза, Прилепска каза, Дебарска каза и Кичевска каза). Јован Цвијић је Стару Србију коначно омеђио границама државе краља Милутина водећи се територијама које су европски географи 16-18. века означавали као Србију.
Вилајет Косова (1877-1912), била је велика политичка и административна јединица на површини од 24.000 квадратних километара подељен на санџаке, казасе и нахије. Поред хришћанских православних Срба и муслимана Албанаца, његово становништво чинио је и значајан број муслимана, бугара, етничких Турака, Влаха и Грка. Према подацима о вилајету Косова, са Приштином (до 1888.) и Скопљем (1888-1912) Албанаци, углавном муслимани, чинили су мање од половине становништва овог простора, до касних 1870-их година.
Етничка слика Метохије трајно се пореметила на штету Срба након 1878. године. Према аустроуграској статистици из 1903, у Пећком санџаку је живело 16,4% православних Срба, 9,2% Срба муслимана, 6,4% Албанаца католика и 66,6% Албанаца муслимана. Ради очувања преосталог српског православног живља држава Србија обезбедила је мрежу конзулата, као и школе са српским учитељима. Међутим реализација ових активности била је веома тешка без постојања српског владике. Јелинизација епископата Пећке патријаршије почела је још пре њеног укидању 1766, а од 1830. године. У Призрену је митрополит био непрекидно Грк. Тек 1896, српске влада је после смрти Мелетија (Meletios), последњег грчког митрополита у Призрену, успела да усклађеним дипломатским напорима уз помоћ Цетиња, и подршке Руске амбасаде у Цариграду, добије сагласност за именовање српског великодостојника, Дионисија Петровић (1896-1900), за поглавара Рашко-Призренске митрополије.
У складу са Београдском владом, нови митрополит, као и његов наследник Нићифор Перић (1901-1911), спровели су широку реорганизацију црквених и образовних институција хришћанских Срба у Старој Србији. Реорганизација је довела до отворања нових школа, оснивање нових црквених заједница, и координираног рада од значаја за национално питање Срба широм Старе Србије.
На овом простору о Србима и њиховом школовању све до оснивања српског конзулата у Приштини (1889. године), бригу је водила митрополија у Призрену. Када је надлежност за решавање свих статусних питања учитеља на простору Старе Србије, одлуком српске владе, прешла из надлежности митрополије у Призрену и из црквено-школских општина у надлежност Министарства иностраних дела Србије.
Међутим, и поред ове одлуке, митрополиј у Призрену наставила је да решава кадровска и друга школска питања на подручју Старе Србије. Део школских надзорника који су вршили ревизијe по школама, били су постављени од стране Рашко-призренске митрополије. Тако су према мишљењу учитеља, извештаји које су они слали конзулату у Приштини, о појединим учитељима могли су да креирају онакву слику каква је одговарала Призренској митрополији. Министарство иностраних дела Србије, приликом размештаја учитеља тражило мишљење и предлоге за попједине учитеље. У случајевима када предлози нису били достављени од стране ревизора, обавештења о потребама премештаја учитеља Министарство је тражило мишљење од јаворске и рашке царинарнице, или од српског конзулата у Приштини.

## Ток догађаја
Учитељско питање, као нека врста бунта, настало је као последица сукоба митрополита Нићифора и српских учитеља из Старе Србије. Започети с краја 19. века, сукоби између српских учитеља и рашко-призренског митрополита Нићифора Перића који су постали све учестлији настали су с почетка 20. века, због све чешћег кажњавања и беспотребног премештаја, свих учитеља, који су након уласка у сукоб са митрополитом кажњавани премештајем, у друге школе градове и села.
Поступци митрополита Нићифора који су скраја 1902. изазвали кулминацију незадовољства међу учитељима Старе Србије, 15. новембра 1902. године, резултовали су збором незадовољних учитеља у Призрену и доношењем следећа резолуција:
| „ | Поводом отпуштања неких учитеља из епархије и због размештаја многих учитеља у времену када сваки треба да је у својој школи на своме огњишту, учитељи града Призрена и његове околине држали су 15. новембра збор, на којем су донели ову резолуцију: 1. Да се умоли Његово В. Митрополит Госп. Нићифор да не тера из Епархије учитеље: Митра Пантића, Трајка Ковачевића, Андру Гроздановића, Данила Катанића, Дамњана Прлинчевића, Султану Прлинчевићку, Митра Шешлију, Љубомира Х. Спасића, Симу Грујића и Олгу Грујићку. Сви су ови учитељи људи на свом месту и нису учинили никакву погрешку због које би их требало терати из епархије, за то, ако господин Митр. И даље остане при своме и гони ове невине учитеље онда потписани скидају са себе одговорност, ако буду принуђени да обуставом рада по школама изјаве своје негодовање. 2. По распореду који је Њ. В. Првосвеш. Г. Митроп. тек сада у Приштини начинио и овоме га просветном одбору овде на извршавање послао премештено је 54 и словима педесетчетири учитеља, а то је више но половина. Кад се зна, да би премештање оволиких учитеља било штетно и онда, кад би се то извршило у јулу и августу, онда се може замислити колика је то грдна штета за наше школе, када се овако премештање чини у новембру и децембру месецу, а да не узмемо у рачун и то, што ће учитељска деца, па и сами учитељи и њихове жене слабијега здравља главом платити или добити неизлечиву болест приликом путовања по снегу и цичи преко планина, које су зими готово непроходне. Зато умолити Госп. Митроп. да до испита не чини никакве премештаје осим ако неки учитељ моли за премештај, па и то да не буде на уштрб другоме учитељу. 3. Збор осуђује све учитеље који су иступили из учитељске заједнице и по новом распореду, похитали да заузму туђа места. Такви су: Богољуб Пај, Крста Которач, Ан. Кујунџић, Мара Самарџићка и други ако их буде било. 4. Ову резолуцију послати Њ. В. Првосвеш. Госп. Митрополиту Нићифору, овд. Просветном одбору, просветном савету, овд. Богословији и свима управитељима осн. Школа у Рашко-призренској епархији. Управитеље умолити да поводом ове ствари и они држе зборове са својим учитељима, или ако то није могуће, да бар саопште ову резолуцију свима одручним им учитељима. | ” |

Сличан збор учитељи су одржали у Приштини 8. децембра 1902. Након што је на на страну учитеља почетком 1903. године стао ректор Богословско-учитељске школе у Призрену, Стеван М. Димитријевић, сукоб се још више закомпликовао.
Да би решили ову ситуацију и тиме спречили претећу и потпуно блокаду извођење наставе, Српски краљевски конзулат у Приштини је 7. фебруара 1903. године, изричито наредио премештеним учитељима да у року од 8 дана морају бити на новим дужностима.
Оба одржана протеста учитеља изазвала су исхитрену и општу реакцију митрополита Нићифора. Он је неколико учитеља избацио из службе, неке новчано казнио, а преко својих просветних органа извршио је притисак на поједине учитеље, са намером да они повуку своје потписе са резолуције учитеља. 
Такође о сукобу са са својим противницима, Нићифор је фебруара 1903. године обавестио српског конзула у Скопљу. Нићифор је у писму навео: да је руски конзул у Призрену на страни његових противника, а да би у циљу смиривања страсти и завођења реда, требало удаљити из Призрена ректора Богословско-учитељске школе Стевана Димитријевића.
Ни Призренски учитељи нису седели скрштних руку, па су почетком јула 1903. године послали писмо цариградском патријарху Јоакиму III, у коме су истакли да је митрополит Нићифор 15 месеци одсутан из Призрена и да у његовој епархији избијају свађе, док у црквама и манастирима влада неред.
Министарство иностраних дела Србије је 14. септембра 1903. године, како би смирило ситуацију и омогућило отпочињање школске године на време, послало коначни распоред учитеља за школску 1903/1904. годину, што није наишло на одобравање код митрополита Нићифора, који је категорички одбио да извршити размештај учитеља.
У покушају да уразуми митрополита Нићифора министар иностраних дела Андра Николић послао је писмо српском конзулату у Приштини (2. децембра 1903. године) у којем је изнео своје виђење сукоба избилих на линији митрополија-учитељи, и у њему навео да све то што се збива иде на штету политичко-просветног рада Србије у Старој Србији... као и да митрополит није водио рачуна о смиривању стања, него је, напротив, стално показивао склоност да самостално ради мимо упутства добијених из Србије... и подвукао да митрополит Нићифор треба да буде упознат са следећим:
| „ | ...да је епархија тело које обавља просветно-културни и национално-политички рад, а да школе морају бити под управом Министарства иностраних дела Србије. Учитељи су својим радом у школи и ван ње истовремено и просветни радници и активисти српске политике те се као такви морају налазити под управом Министарства; ... митрополити су дужни да своја права која су им осигурана патријаршијским привилегијама ставе у службу српских народних интереса, док су конзули одговорни за усклађивање ових привилегија према упутствима Министарства. Митрополити не смеју да за себе траже искључиво право над школама и учитељима, а између конзулата, митрополита и учитеља треба увек да постоји пуна сагласност; ...митрополит има искључиво право да се стара о цркви и црквеним пословима, конзулат нема право да се меша у митрополитске наредбе у вези манастира, цркава и свештеника, али има право да од митрополита захтева да се његово мишљење процени. | ” |

И на ову интервенцију и покушаје српске валде да смири ситуацију, односи између митрополије и учитеља нису се поправили. Фебруара 1904. године, Нићифор је српском конзулату у Приштини и конзулу Марковићу, ставио на знања...да поједине учитеље неће трпети у школама своје епархије.[15] тј. да неће радити сагласно са наредбама из Министарства. Митрополит је био одлучан у томе да уклони све учитеље које је Министарство распоредом поставило, и на њихова места постави „своје кандидате“ за учитељска места.
И поред тога што је према турским прописима, митрополија је била дужна да шаље дипломе свих српских учитеља из Старе Србије на потврђивање у меарнфат у Скопљу, Нићифор, то није чинио тј. није слао дипломе оних учитеља који су му се замерили. Тиме је митрополит Нићифор изложио прогонима и репресалијама од стране турских власти, по њему неподобне учитеље.. О последицама Нићифорових репресалија најбоље говори овај цитат:
| „ | У Гњилану се у сукоб између митрополита Нићифора и српских учитеља умешала и турска власт. Наиме, Нићифор је од турских локалних власти у Гњилану затражио да протера учитеље Трајка Ковачевића, Петра Катанића и Стојанку Катанић. Да би то спречила и задржала своје најбоље учитеље, гњиланска општина је интервенисала код вилајетских власти у Скопљу и затражила да се ови просветни радници оставе у својим школама. | ” |

Ова ситуацијa се све више негативно одражавала на рад српских школа на Косову и Метохији од 1902 до 1904. години. Тако је нпр. у вучитрнским и приштинским основним школама, настава не само отежано извођена, веч понекад и са повременим прекидима.

## Расплет
Коначно је током лета 1904. године дошло до смиривања страсти између учитеља и рашко-призренског митрополита Нићифора Перића. На смиривање ситуације утицали су следећи чиниоци:
- Став Министарства иностраних дела Србије који је митрополиту јасно ставио до знања да се свака наредба пристигла из Министарства, као и свака препорука послата из конзулата у Приштини и Скопљу и посланства у Цариграду, а која се тиче школства, мора строго поштовати.
- Крај школске године и предстојећа летња пауза, која је донекле утицала на одустајање од чврстих ставова сукобљених страна у погледу Учитељскoг питања.
- Промена (погоршање) политичко-безбедносна ситуација у Старој Србији, током лета 1904. Наиме арбанашке качачке чете преплавиле су Стару Србију, користећи се незаинтересованошћу турских власти да заведу ред и мир на Простору Косова и Метохије, Арбанаси су убијали, пљачкали, отимале српске девојке, и зактевали глобу од српски села.[20]

Све је ово деловало на уједињујуће на све учеснике Учитељског питања, који су схватили да само добром организованошћу и заједничким радом и слогом могу створити погодно тло за успешан национално-пропагандни рад. Свако друго решење могло им је само донети погубне резултате. Захваљујући јединству просвете и цркве почев од краја 1903. године, у наредних неколико година, на просторима Старе Србије отворен је већи број српских школа..
| „ | Тако је, и поред незадовољства и сукоба, школство код Срба на Косову и Метохији имало свој уходани правац и развој. | ” |